# بزمین‌آباد
بزمین‌آباد، روستایی از توابع بخش گهرباران شهرستان میاندورود در استان مازندران ایران است.

## جمعیت
این روستا در دهستان میان‌دورود بزرگ قرار داشته و براساس آخرین سرشماری مرکز آمار ایران که در سال ۱۳۸۵ صورت گرفته، جمعیت آن ۱۰۶۰نفر (۳۰۶خانوار) بوده‌است.